# Hockey Club Pustertal-Val Pusteria 2010-2011
Questa pagina contiene i dati relativi alla stagione hockeystica 2010-2011 della società di hockey su ghiaccio HC Val Pusteria.

## Roster

### Portieri
| Numero |                      | Giocatore          |
| ------ | -------------------- | ------------------ |
| 29     | Italia (bandiera)    | Hannes Hopfgartner |
| 35     | Finlandia (bandiera) | Mikko Strömberg    |
| 50     | Finlandia (bandiera) | Tommi Nikkilä      |

### Difensori
| Numero |                   | Giocatore         |
| ------ | ----------------- | ----------------- |
| 5      | Svezia (bandiera) | Fredrik Persson   |
| 9      | Italia (bandiera) | Armin Hofer       |
| 14     | Italia (bandiera) | Christian Willeit |
| 21     | Italia (bandiera) | Daniel Glira      |
| 44     | Canada (bandiera) | Matt Kelly        |
| 62     | Italia (bandiera) | Armin Helfer      |
| 81     | Italia (bandiera) | Christian Mair    |

### Attaccanti
| Numero |                   | Giocatore         |
| ------ | ----------------- | ----------------- |
| 6      | Italia (bandiera) | Max Oberrauch     |
| 7      | Italia (bandiera) | Lukas Crepaz      |
| 8      | Italia (bandiera) | Lukas Tauber      |
| 10     |                   | Jose Jensen       |
| 12     | Italia (bandiera) | Thomas Pichler    |
| 13     | Italia (bandiera) | Patrick Bona      |
| 18     | Italia (bandiera) | Benno Obermair    |
| 19     | Italia (bandiera) | Thomas Erlacher   |
| 20     | Canada (bandiera) | Lynn Loyns        |
| 23     |                   | Joseph Cullen     |
| 27     | USA-Italia        | Nathan DiCasmirro |
| 39     | Canada (bandiera) | Taggart Desmet    |
| 71     | Canada-Italia     | Robert Sirianni   |

| Licenza extracomunitaria | Licenza comunitaria |

### Allenatore
Stefan Mair